# Jacques Grandjonc
Jacques Grandjonc (geboren am 13. Februar 1933 in Chauvirey-le-Châtel; gestorben am 8. Juli 2000 in Chambéry) war ein französischer Historiker, Germanist und Hochschullehrer.

## Leben
Grandjonc lehrte an der Universität Lyon und der Universität der Provence Aix-Marseille I. Er ist Verfasser grundlegender Arbeiten über die Jahre 1840–1848 und die deutschen Flüchtlinge in Frankreich in dieser Zeit sowie über Karl Marx. Er war Herausgeber des Briefwechsels der Familie Marum-Lunau („Boches ici, juifs là-bas“) und Initiator der Forschungen zum Lager in Les Milles im Zweiten Weltkrieg. Neben der deutschen Exilliteratur und den Internierungslagern beschäftigte er sich mit der Ideengeschichte der Arbeiterbewegung. Er gehörte zum internationalen Herausgeberkreis der Marx-Engels-Gesamtausgabe (MEGA). Er ist Verfasser und Herausgeber zahlreicher Publikationen. Einige seiner Publikationen erschienen in den Schriften aus dem Trierer Karl-Marx-Haus, darunter seine Habilitationsschrift an der Universität Metz von 1979: Grandjonc war ab 1992 Vorsitzender der Kommission für die Editionsrichtlinien der Marx-Engels-Gesamtausgabe (MEGA).
Er war mit der Schriftstellerin Monique Grandjonc verheiratet.
Gérard Bloch urteilte:

„Bert Andréas est l’un des trois historiens qui existent à l’ouest et qui savent de quoi ils parlent quand il s’agit de Marx et de son époque, il y en a un en France, c’est Jacques Grandjonc.“

## Publikationen
- Marx et les communistes allemands à Paris. 1844. Contribution à l'étude de la naissance du marxisme. = Marx et les communistes allemands à Paris, Vorwärts, 1844. (= Bibliothèque socialiste. 26, ZDB-ID 1100157-4). François Maspero, Paris 1974, (Thèse 3e cycle, Paris, 1974; 2., erweiterte und verbesserte Auflage, als: „Vorwärts!“ 1844. Marx und die deutschen Kommunisten in Paris. Beitrag zur Entstehung des Marxismus (= Internationale Bibliothek. 71). Deutsch von Ruthild Dupas und Jacques Grandjonc. Dietz Nachf., Berlin u. a. 1974, ISBN 3-8012-1071-5).
- mit Michael Werner: Wolfgang Strähls „Briefe eines Schweizers aus Paris“ 1835. Zur Geschichte des Bundes der Geächteten in der Schweiz und zur Rezeption Heines unter deutschen Handwerkern in Paris (= Schriften aus dem Karl-Marx-Haus. 21). Karl-Marx-Haus, Trier 1978.
- als Herausgeber mit Karl-Ludwig König, Marie-Ange Roy-Jacquemart: Statuten des „Communistischen Arbeiter-Bildungs-Vereins“ London 1840–1914 (= Schriften aus dem Karl-Marx-Haus. 23). Karl-Marx-Haus, Trier 1979.
- Quelques dates à propos des termes communiste et communisme. In: Mots. Band 7, Nr. 1, 1983, S. 143–148, doi:10.3406/mots.1983.1122.
- als Herausgeber: Emigrés français en Allemagne. Émigrés allemands en France. 1685–1945. Une exposition réalisée par l'Institut Gœthe et le Ministère des relations extérieures, Paris 1983. Institut Gœthe, Paris 1983, ISBN 2-11-084567-8 (2., verbesserte Auflage, als: Deutsche Emigranten in Frankreich. Französische Emigranten in Deutschland. Eine Ausstellung des französischen Aussenministeriums in Zusammenarbeit mit dem Goethe-Institut, Paris 1983. Französisches Außenministerium u. a., Paris 1984, ISBN 2-11-084567-8).
- als Herausgeber: Les Camps en Provence. Exil, internement, déportation. 1933–1942 (= Ex. Numéro spécial). Alinéa, Aix-en-Provence 1984, ISBN 2-904631-06-6.
- Wie eine Biographie[5] von Karl Marx nicht zu schreiben ist. In: Beiträge zur Marx-Engels-Forschung. Band 15, 1984, S. 104–113, (Digitalisat).
- Une vie d’exilé Bert Andréas 1914–1984. Repères chronologiques et activité scientifique (= Schriften aus dem Karl-Marx-Haus. Beiheft. ZDB-ID 1132649-9). Karl-Marx-Haus, Trier 1987.
- als Herausgeber mit Michael Werner: Exils et migrations d’allemands 1789–1945 (= Cahiers d’études germaniques. 13, ISSN 0751-4239). Institut d'Etudes Germaniques, Aix-en-Provence 1987.
- als Herausgeber mit Michael Werner, Waltraud Seidel-Höppner: Wolfgang Strähl. Briefe eines Schweizers aus Paris. 1835–1836. Neue Dokumente zur Geschichte der frühproletarischen Kultur und Bewegung. Akademie-Verlag, Berlin 1988, ISBN 3-05-000280-8.
- Communisme. Origine et développement international de la terminologie communautaire prémarxiste des utopistes aux néo-babouvistes 1785–1842. = Communism. = Kommunismus (= Schriften aus dem Karl-Marx-Haus. 39, 1–2). 2 Bände (Bd. 1: Historique. Bd. 2: Pièces justificatives.). Karl-Marx-Haus, Trier 1989, ISBN 3-926132-09-4 (Bd. 1), ISBN 3-926132-10-8 (Bd. 2), (Zugleich: Metz, Universität, Habilitations-Schrift, 1979).
- als Herausgeber mit Theresia Grundtner: Zone d’ombres 1933–1944. Exil et internement d’Allemands et d’Autrichiens dans le sud-est de la France. Alinéa, Aix-en-Provence 1990, ISBN 2-904631-93-3.
  - deutsch: Zone der Ungewißheit. Exil und Internierung in Südfrankreich 1933–1944 (= rororo. Sachbuch. 9138). Aus dem Französischen von Theresia Grundtner. Reinbek bei Hamburg, Rowohlt 1993, ISBN 3-499-19138-5.
- Vorwort. In: Editionsrichtlinien der Marx-Engels-Gesamtausgabe (MEGA). Karl Marx, Friedrich Engels Gesamtausgabe. Herausgegeben von der Internationalen Marx-Engels-Stiftung, Amsterdam. Dietz, Berlin 1993, ISBN 3-320-01815-9, S. 9–13, doi:10.1515/9783050075952-001.
- als Herausgeber: Elisabeth Marum-Lunau: „Boches ici, Juifs là-bas“. Correspondance d’exilés du IIIe Reich. 1939–1942. Édisud, Aix-en-Provence 1997, ISBN 2-85744-932-1.
  - deutsch: Auf der Flucht in Frankreich. „Boches ici, juifs là-bas“ – der Briefwechsel einer deutschen Familie im Exil 1939–1942. Ausgewählt und kommentiert von Jaques Grandjonc. Für die deutsche Ausgabe übersetzt und erweitert von Doris Obschernitzki. Hentrich und Hentrich, Teetz 2000, ISBN 3-933471-07-9.
- mit Doris Obschernitzki: Des peintres au camp des Milles. Septembre 1939 – été 1941. Hans Bellmer, Max Ernst, Robert Liebknecht, Leo Marschütz, Ferdinand Springer, Wols. Actes Sud, Arles 1997, ISBN 2-7427-1323-9 (Ausstellungskatalog, Aix-en-Provence, Galerie d’Art Espace 13, 1997).
- Marx et autres exilés. Études en l’honneur de Jacques Grandjonc (= Cahiers d’études germaniques. 42). Réunies par Karl Heinz Götze. Université de Provence, Aix-en-Provence 2002.